# فیبرومیالژیا
فیبرومیالژیا (Fibromyalgia) یک سندرم پزشکی است که باعث درد گسترده‌ی مزمن، همراه با خستگی، بیدار شدن بدون حالت شادابی و علائم شناختی می‌شود. علائم دیگر آن می‌تواند شامل سردرد، گرفتگی یا درد در قسمت پایین شکم و افسردگی باشند. افراد مبتلا به فیبرومیالژیا هم چنین می‌توانند دچار بی‌خوابی  و افزایش حساسیت عمومی شوند.  علت فیبرومیالژیا ناشناخته است، اما اعتقاد بر این است که ترکیبی از عوامل ژنتیکی و محیطی باعث ایجاد آن می‌شوند. عوامل محیطی ممکن است شامل استرس روانی، تروما و برخی عفونت‌ها باشند. از آنجایی که به نظر می‌رسد درد ناشی از فرآیندهای سیستم عصبی مرکزی است، این وضعیت به عنوان «سندرم حساسیت مرکزی» نامیده می‌شود. اگرچه پروتکلی با استفاده از یک الگومتر (آلژزیومتر) برای تعیین حساسیت مرکزی به عنوان یک تست تشخیصی عینی پیشنهاد شده، فیبرومیالژیا عمدتاً با رد دیگر تشخیص‌های احتمالی مشخص می‌شود.
فیبرومیالژیا اولین بار در سال ۱۹۹۰، با معیارهای به‌روز‌شده در سال ۲۰۱۱،  ۲۰۱۶ و  ۲۰۱۹ تعریف شد. اصطلاح "Fibromyalgia" از نئو-لاتین fibro- به معنای «بافت‌های فیبری»، یونانی μυο-myo-، «عضله» و یونانی άλγος algos، «درد» است. بنابراین، این اصطلاح در لغت به معنای «درد عضلانی و بافت همبند فیبری» است. تخمین زده می‌شود که فیبرومیالژیا ۲ تا ۴ درصد از جمعیت را تحت تاثیر قرار دهد. زنان تقریباً دو برابر مردان مبتلا می‌شوند. نرخ‌ها در مناطق مختلف جهان و در میان فرهنگ‌های مختلف مشابه به نظر می‌رسد.
درمان فیبرومیالژیا علامتی و چند-رشته‌ای است. اتحادیه انجمن‌های اروپایی برای روماتولوژی به شدت ورزش‌های هوازی و قدرتی را توصیه می‌کند. توصیه‌های ضعیفی به ذهن آگاهی، روان درمانی، طب سوزنی، آب درمانی و تمرین‌های مراقبه مانند چی‌گونگ، یوگا و تای چی شده است. استفاده از دارو در درمان فیبرومیالژیا مورد بحث است, اگرچه داروهای ضدافسردگی می‌توانند کیفیت زندگی را بهبود بخشند. داروهای مفید رایج شامل سایر مهارکننده‌های بازجذب سروتونین-نوراپی‌نفرین، داروهای ضدالتهابی غیراستروئیدی و شل‌کننده‌های عضلانی هستند. کوآنزیم Q۱۰ و مکمل‌های ویتامین D ممکن است درد را کاهش داده و کیفیت زندگی را بهبود بخشند. در حالی که فیبرومیالژیا تقریباً در همه‌ی بیماران پایدار است، منجر به مرگ یا آسیب بافتی نمی‌شود.

## تاریخچه
درد گسترده مزمن قبلاً در ادبیات قرن نوزدهم توصیف شده بود، اما اصطلاح فیبرومیالژیا تا سال ۱۹۷۶ استفاده نشد تا زمانی که پی کی هنچ (P.K. Hench) از آن برای توصیف این علائم استفاده کرد. بسیاری از نام‌ها، از جمله روماتیسم عضلانی، «فیبروزیت» (fibrositis)، «روماتیسم روانی» (psychogenic rheumatism) و «نوراستنی» (neurasthenia) از لحاظ تاریخی برای علائمی شبیه علائم فیبرومیالژیا به کار می‌رفتند. اصطلاح فیبرومیالژیا توسط محقق محمد یونس (Mohammed Yunus) به عنوان مترادف فیبروزیت ابداع شد و برای اولین بار در یک نشریه‌ی علمی در سال ۱۹۸۱ به کار رفت. فیبرومیالژیا از واژه لاتین fibra (فیبر) و واژه یونانی myo (عضله) و algos (درد) گرفته شده است.
دیدگاه‌های تاریخی در مورد توسعه مفهوم فیبرومیالژیا به «اهمیت مرکزی» (central importance) مقاله ۱۹۷۷ توسط اسمیت و مولدوفسکی (Smythe and Moldofsky) در مورد فیبروزیت اشاره می‌کنند. اولین مطالعه بالینی و کنترل‌شده در مورد ویژگی‌های سندرم فیبرومیالژیا در سال ۱۹۸۱ منتشر شد, که از ارتباط علائم پشتیبانی می‌کند. در سال ۱۹۸۴، ارتباط متقابل میان سندرم فیبرومیالژیا و دیگر شرایط مشابه پیشنهاد شد, و در سال ۱۹۸۶، آزمایش‌هایی از اولین داروهای پیشنهادی برای فیبرومیالژیا منتشر شدند.
مقاله‌ای در سال ۱۹۸۷ در مجله انجمن پزشکی آمریکا از اصطلاح «سندرم فیبرومیالژیا» استفاده کرد و در عین حال گفت که این یک «وضعیت بحث‌برانگیز» است. کالج روماتولوژی آمریکا (American College of Rheumatology; ACR) اولین معیارهای طبقه‌بندی خود را برای فیبرومیالژیا در سال ۱۹۹۰ منتشر کرد. بازبینی‌های بعدی در سال‌های ۲۰۱۰،  ۲۰۱۶, و ۲۰۱۹ انجام شدند.

## طبقه‌بندی
فیبرومیالژیا به عنوان یک اختلال در پردازش درد به دلیل ناهنجاری در نحوه پردازش سیگنال‌های درد در سیستم عصبی مرکزی طبقه‌بندی می‌شود. طبقه‌بندی بین‌المللی بیماری‌ها (International Classification of Diseases; ICD-۱۱) فیبرومیالژیا را در رده «درد گسترده‌ی مزمن»، با کد MG۳۰.۰۱، قرار می‌دهد. افراد مبتلا به فیبرومیالژیا در ابعاد مختلفی متفاوت هستند: شدت، سازگاری، مشخصات علائم، مشخصات روانشناختی و پاسخ به درمان.

## علائم و نشانه‌ها
علائم مشخص فیبرومیالژیا، درد گسترده‌ی مزمن، خستگی و اختلال خواب است. علائم دیگر ممکن است شامل درد شدید در پاسخ به فشار لمسی (allodynia)،  مشکلات شناختی،  سفتی اسکلتی‌عضلانی،  حساسیت محیطی،  هوشیاری بیش از حد،  اختلال عملکرد جنسی  و علائم بینایی باشند. برخی از افراد مبتلا به فیبرومیالژیا دچار کسالت پس از ورزش می‌شوند که در آن علائم یک روز یا بیشتر پس از فعالیت بدنی شعله‌ور می‌شوند.

### درد
فیبرومیالژیا عمدتاً یک اختلال درد مزمن است. بر اساس NHS، درد گسترده یکی از علائم اصلی است که می‌تواند مانند درد، احساس سوزش یا درد تیز و کوبنده باشد. بیماران نیز نسبت به درد بسیار حساس هستند و کوچکترین لمس می‌تواند باعث درد شود. همچنین، هنگامی که بیمار دچار درد می‌شود، درد برای مدت طولانی‌تری باقی می‌ماند.

### خستگی
خستگی یکی از علائم تعیین‌کننده‌ی فیبرومیالژیا است. بیماران ممکن است دچار خستگی جسمی یا ذهنی شوند. خستگی جسمانی را می‌توان با احساس خستگی پس از ورزش یا با محدودیت در فعالیت‌های روزانه نشان داد.

### اختلالات خواب
مشکلات خواب یکی از علائم اصلی فیبرومیالژیا است. این‌ها شامل مشکل در به خواب رفتن یا ماندن در خواب، بیدار شدن هنگام خواب و بیدار شدن از خواب با عدم احساس شادابی هستند. یک متاآنالیز، معیارهای خواب عینی و ذهنی را در افراد مبتلا به فیبرومیالژیا و افراد سالم مقایسه کرد. افراد مبتلا به فیبرومیالژیا کیفیت و کارایی خواب پایین‌تری داشتند، همچنین زمان بیداری طولانی‌تری پس از شروع خواب، مدت زمان کوتاه‌تر خواب، خواب سبک‌تر و مشکلات بیشتر در شروع خواب زمانی که به طور عینی ارزیابی شد، و دشواری بیشتری در شروع خواب هنگام ارزیابی ذهنی داشتند. مشکلات خواب ممکن است با کاهش ترشح IGF-۱ و هورمون رشد انسانی به کاهش درد کمک کند و منجر به کاهش ترمیم بافت شود. بهبود کیفیت خواب می‌تواند به افراد مبتلا به فیبرومیالژیا کمک کند تا سطح درد خود را به حداقل برسانند.

### مشکلات شناختی
بسیاری از افراد مبتلا به فیبرومیالژیا دچار مشکلات شناختی (معروف به فیبروفوگ (fibrofog) یا مه مغزی (brainfog)) می‌شوند. یک مطالعه نشان داد که تقریباً 50 درصد از بیماران مبتلا به فیبرومیالژیا دارای اختلال شناختی ذهنی هستند و با سطوح بالاتر درد و دیگر علائم فیبرومیالژیا مرتبط است. انجمن درد آمریکا این مشکلات را به عنوان یکی از ویژگی‌های اصلی فیبرومیالژیا می‌شناسد که با مشکل تمرکز، فراموشی و بی‌نظمی یا تفکر کُند مشخص می‌شود. حدود ۷۵ درصد از بیماران فیبرومیالژیا مشکلات قابل توجهی را در تمرکز، حافظه و انجام چند کار همزمان گزارش می‌کنند. یک متاآنالیز در سال ۲۰۱۸ نشان داد که بیشترین تفاوت بین بیماران مبتلا به فیبرومیالژیا و افراد سالم مربوط به کنترل مهاری، حافظه و سرعت پردازش است. فرض می‌شود که افزایش درد، سیستم‌های توجه را به خطر انداخته و منجر به مشکلات شناختی می‌شود.

### افزایش حساسیت
بیماران مبتلا به فیبرومیالژیا، علاوه بر حساسیت بیش از حد به درد، نسبت به سایر محرک‌ها،  مانند نورهای روشن، صداهای بلند، عطرها و سرما افزایش حساسیت نشان می‌دهند. یک مقاله مروری نشان داد که آنها آستانه درد کمتری برای سرما دارند. مطالعات دیگر افزایش حساسیت صوتی را ثبت کردند. مطالعات دیگر حساسیت بیش از حد آکوستیک را نشان دادند.

## بیماری‌های همزمان
فیبرومیالژیا به عنوان یک تشخیص مستقل، غیرمعمول است، زیرا اکثر بیماران مبتلا به فیبرومیالژیا اغلب مشکلات درد مزمن یا اختلالات روانی دارند. فیبرومیالژیا با مسائل مربوط به سلامت روان مانند اضطراب،  اختلال استرس پس از حادثه،  اختلال دوقطبی،  ناگویی خلقی, و افسردگی مرتبط است. احتمال ابتلا به افسردگی شدید در بیماران مبتلا به فیبرومیالژیا پنج برابر بیشتر از جمعیت عمومی است. تجربه درد و فعالیت محدود ناشی از فیبرومیالژیا منجر به فعالیت کمتر، انزوای اجتماعی و افزایش سطح استرس شده که باعث ایجاد اضطراب و افسردگی می‌شود.
فیبرومیالژیا و بسیاری از شرایط درد مزمن اغلب با هم وجود دارند. این موارد شامل سردردهای تنشی مزمن،  سندرم درد میوفاشیال, و اختلالات گیجگاهی فکی است. مولتیپل اسکلروزیس، سندرم پس از فلج اطفال، درد نوروپاتیک و بیماری پارکینسون چهار اختلال عصبی بوده که با درد یا فیبرومیالژیا مرتبط هستند.
فیبرومیالژیا تا حد زیادی با چندین سندرم همپوشانی دارد که ممکن است سازوکارهای بیماری‌زایی یکسانی داشته باشند. آنسفالومیلیت میالژیک/سندرم خستگی مزمن و سندرم روده‌ی تحریک‌پذیر.
گزارش شده که فیبرومیالژی همراه، در ۲۰ تا ۳۰ درصد از افراد مبتلا به بیماری‌های روماتیسمی رخ می‌دهد. بروز آن در افراد مبتلا به بیماری‌های اسکلتی‌عضلانی غیر التهابی نیز گزارش شده است.
شیوع فیبرومیالژیا در بیماری‌های گوارشی بیشتر با بیماری سلیاک  و سندرم روده‌ی تحریک‌پذیر (IBS) توصیف شده است. IBS و با فیبرومیالژیا سازوکارهای بیماری‌زایی مشابهی دارند که شامل ماست‌سل‌های سیستم ایمنی، نشانگرهای التهابی، هورمون‌ها و انتقال‌دهنده‌های عصبی مانند سروتونین می‌شوند. تغییرات در بیوم روده، سطح سروتونین را تغییر داده و منجر به تحریک بیش از حد سیستم عصبی اتونومی می‌شود.
فیبرومیالژیا با چاقی نیز مرتبط است. دیگر شرایطی که با فیبرومیالژیا مرتبط هستند عبارتند از اختلالات بافت همبند،  ناهنجاری‌های اتونومی قلبی‌عروقی،  سندرم آپنه انسدادی خواب-هیپوپنه،  سندرم پای بی‌قرار  و مثانه بیش‌فعال.

## عوامل خطر
علت فیبرومیالژیا ناشناخته است. با این حال، چندین عامل خطر، ژنتیکی و محیطی، شناسایی شده است.

### ژنتیک
ژنتیک نقش مهمی در فیبرومیالژیا ایفا می‌کند و ممکن است تا ۵۰ درصد از استعداد ابتلا به بیماری را توضیح دهد. فیبرومیالژیا به طور بالقوه با پلی‌مورفیسم ژن‌ها در سیستم‌های سروتونرژیک،  دوپامینرژیک  و کاتکول آمینرژیک مرتبط است. چندین ژن به عنوان کاندیداهای حساسیت به فیبرومیالژیا پیشنهاد شده است. این‌ها شامل SLC۶A۴،, TRPV۲, MYT۱L, NRXN۳, و پلی‌مورفیسم T/C۱۰۲ گیرنده ۵-HT۲A هستند. تخمین زده می‌شود که وراثت فیبرومیالژیا در بیماران کمتر از ۵۰ سال بیشتر باشد.
تقریباً تمام ژن‌هایی که به‌عنوان عوامل خطر بالقوه برای فیبرومیالژیا پیشنهاد می‌شوند، با انتقال‌دهنده‌های عصبی و گیرنده‌های آن‌ها مرتبط هستند. درد نوروپاتیک و اختلال افسردگی اساسی که اغلب با فیبرومیالژیا همراه هستند. به نظر می‌رسد دلیل این همراهی، ناهنجاری‌های ژنتیکی مشترک است که منجر به اختلال در سیگنال‌دهی سیتوکین‌های مونوآمینرژیک، گلوتاماترژیک، نوروتروفیک، اوپیوئیدها و پیش‌التهابی می‌شوند. در این افراد آسیب‌پذیر، استرس روانی یا بیماری می‌تواند باعث ایجاد ناهنجاری در مسیرهای التهابی و استرس شود که خلق‌وخو و درد را تنظیم می‌کند. در نهایت، یک اثر حساس‌سازی و تحریک‌کننده در نورون‌های خاصی رخ داده که منجر به ایجاد فیبرومیالژیا و گاهی یک اختلال خلقی می‌شود.

### استرس
استرس ممکن است عامل مهمی در ایجاد فیبرومیالژیا باشد. یک متاآنالیز در سال ۲۰۲۱ نشان داد که آسیب روانی به شدت با فیبرومیالژیا مرتبط است. احتمال ابتلا به فیبرومیالژیا در افرادی که در طول زندگی خود مورد سو استفاده قرار گرفتند، سه برابر و افرادی که در طول زندگی خود ترومای پزشکی یا سایر عوامل استرس‌زا متحمل شدند، حدود دو برابر بیشتر بود.
برخی از نویسندگان پیشنهاد کرده‌اند از آنجایی که قرار گرفتن در معرض شرایط استرس‌زا می‌تواند عملکرد محور هیپوتالاموس-هیپوفیز-آدرنال (hypothalamic–pituitary–adrenal; HPA) را تغییر دهد، ایجاد فیبرومیالژیا ممکن است از اختلال در محور HPA ناشی از استرس باشد.

### شخصیت
اگرچه برخی پیشنهاد کرده‌اند که بیماران مبتلا به فیبرومیالژیا احتمال بیشتری برای داشتن ویژگی‌های شخصیتی خاص دارند، وقتی افسردگی از نظر آماری کنترل می‌شود، به نظر می‌رسد که شخصیت آنها تفاوتی با شخصیت افراد در جمعیت عمومی ندارد.

### سایر نشانگرهای خطر
سایر نشانگرهای خطر برای فیبرومیالژیا عبارتند از تولد زودرس، جنسیت مونث، تأثیرات شناختی، اختلالات درد اولیه، درد چند-منطقه‌ای، بیماری عفونی، بیش‌حرکتی مفاصل، کمبود آهن و پلی‌نوروپاتی فیبر کوچک. التهاب آلرژیک ناشی از فلز نیز با فیبرومیالژیا، به ویژه در پاسخ به نیکل، جیوه غیر آلی، کادمیوم و سرب مرتبط است. به دنبال همه‌گیری کووید-۱۹، برخی پیشنهاد کرده‌اند که SARS-CoV-۲ ممکن است باعث ایجاد فیبرومیالژیا شود.

## پاتوفیزیولوژی
از سال ۲۰۲۲، پاتوفیزیولوژی فیبرومیالژیا هنوز مشخص نشده  و چندین نظریه پیشنهاد شده است. دیدگاه غالب، فیبرومیالژیا را به عنوان یک وضعیت ناشی از تقویت درد توسط سیستم عصبی مرکزی در نظر می‌گیرد. شواهد زیستی قابل توجهی این مفهوم را تأیید می‌کند که منجر به اصطلاح درد نوسیسپتیو می‌شود.
فیبرومیالژیا با تنظیم‌زدایی پروتئین‌ها در آبشارهای کمپلمان و انعقاد و همچنین سوخت و ساز آهن همراه است. پاسخ استرس اکسیداتیو بیش از حد ممکن است باعث اختلال در تنظیم بسیاری از پروتئین‌ها شود.

### دستگاه عصبی

#### اختلالات پردازش درد
دردهای مزمن را می‌توان به سه دسته تقسیم کرد. درد نوسیسپتیو ناشی از التهاب یا آسیب به بافت‌ها است. درد نوروپاتیک درد ناشی از آسیب عصبی است. درد نوسی‌پلاستیک (nociplastic) (یا حساسیت مرکزی) کمتر شناخته شده و توضیح رایج دردی است که در فیبرومیالژیا تجربه می‌شود. از آنجایی که سه شکل درد ممکن است همپوشانی داشته باشند، بیماران مبتلا به فیبرومیالژیا ممکن است علاوه بر درد نوسی‌پلاستیک، دچار دردهای نوسیسپتیو (مانند بیماری‌های روماتیسمی) و نوروپاتیک (مانند نوروپاتی فیبر کوچک) نیز باشند.

#### درد نوسی‌پلاستیک (حساسیت مرکزی)
فیبرومیالژیا را می‌توان به عنوان یک وضعیت درد نوسی‌پلاستیک در نظر گرفت. درد نوسی‌پلاستیک در اثر تغییر عملکرد مسیرهای حسی مرتبط با درد در محیط و سیستم عصبی مرکزی ایجاد شده که منجر به افزایش حساسیت می‌شود.
درد نوسی‌پلاستیک معمولاً به عنوان «سندرم درد نوسی‌پلاستیک» شناخته می‌شود زیرا با علائم دیگر همراه است. این‌ها عبارتند از خستگی، اختلال خواب، اختلال شناختی، حساسیت بیش از حد به محرک‌های محیطی، اضطراب و افسردگی. درد نوسی‌پلاستیک به دلیل (۱) افزایش پردازش محرک‌های درد یا (۲) کاهش سرکوب محرک‌های درد در چندین سطح در سیستم عصبی یا هر دو ایجاد می‌شود.

#### درد نوروپاتیک
یک فرضیه جایگزین برای درد نوسی‌پلاستیک، فیبرومیالژیا را به عنوان یک اختلال اتونومی مرتبط با استرس با ویژگی‌های درد نوروپاتیک می‌بیند. این دیدگاه نقش سیستم‌های عصبی درد اتونومی و محیطی را در ایجاد درد، خستگی و بی‌خوابی گسترده نشان می‌دهد. توصیف نوروپاتی فیبر کوچک در زیرگروهی از بیماران فیبرومیالژیا، از زیربنای نوروپاتیک-اتونومی بیماری پشتیبانی می‌کند. با این حال، دیگران ادعا می‌کنند که نوروپاتی فیبر کوچک فقط در گروه‌های کوچکی از مبتلایان به فیبرومیالژیا رخ می‌دهد. با این حال، دیگران ادعا می‌کنند که نوروپاتی فیبر کوچک در فقط گروه کوچکی از بیماران دیده می‌شود.

#### دستگاه عصبی اتونومی
برخی پیشنهاد می‌کنند که فیبرومیالژیا توسط کاهش درجه واگ ایجاد یا حفظ شده که با سطوح پایین تغییرپذیری ضربان قلب نشان داده می‌شود, که نشان‌دهنده‌ی افزایش پاسخ سمپاتیک است. بر این اساس، چندین مطالعه نشان می‌دهند که بهبود بالینی با افزایش تنوع ضربان قلب همراه است. برخی از نمونه‌های مداخلاتی که تغییرپذیری ضربان قلب و درجه واگ را افزایش می‌دهند عبارتند از مراقبه، یوگا، تمرکز حواس و ورزش. در سال ۲۰۲۳، مدل فیبرومیالژیا: عدم تعادل تهدید و سیستم‌های تسکین دهنده (Fibromyalgia: Imbalance of Threat and Soothing Systems; FITSS) به عنوان یک فرضیه کاری پیشنهاد شد. طبق مدل FITSS، شبکه برجسته (همچنین به عنوان شبکه midcingulo-insular شناخته می‌شود) ممکن است به دلیل عدم تعادل در تنظیم احساسات که توسط یک سیستم «تهدید» بیش‌فعال و یک سیستم «تسکین دهنده» کم‌فعال منعکس می‌شود، به طور مداوم بیش‌فعال باقی بماند. این بیش‌فعالی، همراه با سازوکارهای دیگر، ممکن است در فیبرومیالژیا نقش داشته باشد.

#### انتقال‌دهنده‌های عصبی
برخی از ناهنجاری‌های عصبی شیمیایی که در فیبرومیالژیا رخ می‌دهند، خلق‌وخو، خواب و انرژی را نیز تنظیم می‌کنند، بنابراین توضیح می‌دهند که چرا خلق‌وخو، خواب و مشکلات خستگی معمولاً با فیبرومیالژیا همراه هستند. سروتونین گسترده‌ترین انتقال‌دهنده‌ی عصبی مورد مطالعه در فیبرومیالژیا است. فرض بر این است که عدم تعادل در سیستم سروتونرژیک ممکن است منجر به ایجاد فیبرومیالژیا شود. همچنین، برخی داده‌ها وجود دارند که نشان‌دهنده‌ی تغییر سیگنال‌های دوپامینرژیک و نورآدرنرژیک در فیبرومیالژیا هستند. نظریه‌های مرتبط با مونوآمین، با اثربخشی داروهای ضدافسردگی مونوآمینرژیک در فیبرومیالژیا اثبات می‌شوند. نسبت گلوتامات/کراتین در قشر پیش‌پیشانی شکمی‌جانبی دو-طرفه در بیماران فیبرومیالژیا به طور قابل توجهی بالاتر از افراد کنترل بود و ممکن است انتقال عصبی گلوتامات را مختل کند.

#### فیزیولوژی عصبی
مطالعات تصویربرداری عصبی مشاهده کرده‌اند که بیماران فیبرومیالژیا افزایش ماده خاکستری در شکنج پست مرکزی راست و شکنج زاویه‌دار چپ، و کاهش ماده خاکستری در شکنج سینگولیت راست، شکنج پاراسینگولات راست، مخچه چپ و شکنج راست چپ دارند. این مناطق با عملکردهای عاطفی و شناختی و با سازگاری حرکتی با پردازش درد همراه هستند. مطالعات دیگر کاهش ماده خاکستری شبکه حالت پیش‌فرض را در افراد مبتلا به فیبرومیالژیا ثبت کرده‌اند. این کمبودها با پردازش درد همراه هستند.

#### دستگاه نورواندوکرین
مطالعات روی دستگاه نورواندوکرین و محور HPA در فیبرومیالژیا متناقض بودند. کاهش عملکرد محور HPA منجر به نارسایی آدرنال و خستگی مزمن بالقوه می‌شود.
یک مطالعه نشان داد که بیماران مبتلا به فیبرومیالژیا، کورتیزول بالاتر پلاسما، و کاهش‌های شدیدتر و نرخ‌های بالاتر عدم سرکوب دگزامتازون را نشان دادند. با این حال، مطالعات دیگر فقط همبستگی بین پاسخ بیداری بالاتر کورتیزول و درد و نه هیچ گونه ناهنجاری دیگری را در کورتیزول یافته‌اند. افزایش ACTH پایه و افزایش در پاسخ به استرس مشاهده شده است که فرض بر این است که نتیجه کاهش بازخورد منفی باشد.

#### استرس اکسیداتیو
فرآیندهای پرواکسیداتیو با درد در بیماران فیبرومیالژیا مرتبط است. کاهش پتانسیل غشای میتوکندری، افزایش فعالیت سوپراکسید و افزایش تولید پراکسیداسیون لیپیدی مشاهده می‌شود. نسبت بالای لیپیدها در سیستم عصبی مرکزی (CNS)، CNS را به ویژه در برابر آسیب رادیکال‌های آزاد آسیب‌پذیر می‌کند. سطوح محصولات پراکسیداسیون لیپیدی با علائم فیبرومیالژیا همبستگی دارد.

### دستگاه ایمنی
پیشنهاد شده که التهاب در بیماری‌زایی فیبرومیالژیا نقش داشته باشد. افراد مبتلا به فیبرومیالژیا تمایل به سطوح بالاتری از سیتوکین‌های التهابی IL-۶, و IL-۸ دارند. همچنین سطوح آنتاگونیست گیرنده IL-۱ سیتوکین‌های پیش‌التهابی افزایش یافته است. افزایش سطح سیتوکین‌های پیش‌التهابی ممکن است حساسیت به درد را افزایش دهد و به مشکلات خلقی کمک کند. اینترلوکین‌های ضدالتهابی مانند IL-۱۰ نیز با فیبرومیالژیا مرتبط هستند.
مشاهدات مکرر نشان می‌دهند که محرک‌های خودایمنی مانند تروما و عفونت از جمله شایع‌ترین رویدادها قبل از شروع فیبرومیالژیا هستند. التهاب نوروژنیک به عنوان یک عامل کمک‌کننده به فیبرومیالژیا پیشنهاد شده است.

### دستگاه گوارش

#### میکروبیوم روده
اگرچه شواهد کافی در این زمینه وجود ندارد، فرض می‌شود که باکتری‌های روده ممکن است در فیبرومیالژیا نقش داشته باشند. افراد مبتلا به فیبرومیالژیا بیشتر احتمال دارد که دش‌ریزگانی (dysbiosis) و کاهش تنوع میکروبی را نشان دهند. بین روده و سیستم عصبی یک تعامل دو-طرفه وجود دارد. بنابراین، روده می‌تواند روی سیستم عصبی تأثیر گذاشته و بالعکس. اثرات عصبی با واسطه از طریق دستگاه عصبی اتونومی و همچنین محور آدرنال هیپوفیز هیپوتالاموس به سلول‌های مؤثر عملکردی روده هدایت می‌شوند که به نوبه‌ی خود تحت تأثیر میکروبیوتای روده هستند.

#### محور روده-مغز
محور روده-مغز، که میکروبیوم روده را از طریق سیستم عصبی روده به مغز متصل می‌کند، یکی دیگر از حوزه‌های تحقیقاتی است. بیماران مبتلا به فیبرومیالژیا دارای تنوع کمتر فلور روده و تغییر سطح متابولوم سرمی گلوتامات و سرین هستند, که نشان دهنده‌ی ناهنجاری در متابولیسم انتقال‌دهنده‌های عصبی است.

### سوخت‌وساز انرژی

#### ATP پایین در عضلات اسکلتی
بیماران مبتلا به فیبرومیالژیا دچار عدم تحمل ورزش هستند. فیبرومیالژی اولیه، ایدیوپاتیک (علت ناشناخته) است، در حالی که فیبرومیالژیای ثانویه با یک اختلال زمینه‌ای شناخته شده (مانند اسپوندیلیت آنکیلوزان) همراه است. در بیماران مبتلا به فیبرومیالژیای اولیه، اختلالاتی در سوخت‌وساز انرژی در عضلات اسکلتی دیده می‌شود، از جمله: کاهش سطح ATP، ADP و فسفوکراتین و افزایش سطح AMP و کراتین (استفاده از کراتین‌کیناز و میوکیناز در سیستم فسفاژن به دلیل پایین بودن ATP)؛  افزایش پیروات؛  و همچنین کاهش تراکم مویرگی که تحویل اکسیژن به سلول‌های عضلانی را برای فسفوریلاسیون اکسیداتیو مختل می‌کند.

#### ATP پایین در مغز
مغز علیرغم اینکه درصد کمی از جرم کل بدن است، تقریباً ۲۰ درصد از انرژی تولید شده توسط بدن را مصرف می‌کند. بخش‌هایی از مغز - قشر کمربندی قدامی (anterior cingulate cortex; ACC)، تالاموس و اینسولا - با استفاده از طیف‌سنجی تشدید مغناطیسی پروتون (magnetic resonance spectroscopy; MRS) در بیماران مبتلا به فیبرومیالژیا و مقایسه با افراد سالم مورد مطالعه قرار گرفتند. بیماران فیبرومیالژیا فسفوکراتین (phosphocreatine; PCr) و کراتین کمتری (creatine; Cr) نسبت به گروه کنترل داشتند. فسفوکراتین در سیستم فسفاژن برای تولید ATP استفاده می‌شود. این مطالعه نشان داد که کراتین پایین و فسفوکراتین پایین با درد زیاد همراه است و استرس بالا، از جمله PTSD، ممکن است در این سطوح پایین نقش داشته باشد.
سطوح پایین فسفوکراتین ممکن است انتقال عصبی گلوتامات را در مغز افراد مبتلا به فیبرومیالژیا مختل کند. نسبت گلوتامات/کراتین در قشر پیش‌پیشانی شکمی‌جانبی دو-طرفه به طور قابل توجهی بالاتر از گروه کنترل بود.

## تشخیص‌

محل نه نقطه جفتی حساس به لمس که معیارهای کالج روماتولوژی آمریکا را در سال 1990 برای فیبرومیالژیا تشکیل می‌دهند.

هیچ ویژگی پاتولوژیک، یافته آزمایشگاهی یا نشانگر زیستی واحدی وجود ندارد که بتواند فیبرومیالژیا را تشخیص دهد و بحث بر سر این است که چه معیارهای تشخیصی در نظر گرفته شود و اینکه تشخیص عینی ممکن است یا خیر. در بیشتر موارد، افراد مبتلا به علائم فیبرومیالژیا ممکن است نتایج آزمایش‌های آزمایشگاهی داشته باشند که طبیعی به نظر می‌رسد و بسیاری از علائم آن‌ها ممکن است شبیه به سایر بیماری‌های روماتیسمی مانند آرتریت یا پوکی استخوان باشد. معیارهای تشخیصی خاص فیبرومیالژیا در طول زمان تکامل یافته است.

### کالج روماتولوژی آمریکا
اولین مجموعه استانداردهای طبقه‌بندی پذیرفته‌شده گسترده‌ای برای اهداف تحقیقاتی در سال ۱۹۹۰ توسط کمیته معیارهای چند-مرکزی کالج روماتولوژی آمریکا ارایه شد. این معیارها که به طور غیررسمی به عنوان "ACR ۱۹۹۰" شناخته می‌شوند، فیبرومیالژیا را با توجه به وجود معیارهای زیر تعریف می‌کنند:
- سابقه درد گسترده‌ای که بیش از سه ماه به طول انجامد - هر چهار ربع بدن، یعنی هر دو طرف و بالا و پایین کمر را تحت تاثیر قرار می‌دهد.
- نقاط حساس به لمس- 18 نقطه حساس احتمالی وجود دارد (اگرچه فرد مبتلا ممکن است در نواحی دیگر نیز احساس درد کند).

معیارهای ACR برای طبقه‌بندی بیماران در ابتدا به عنوان معیارهای ورود به مطالعه برای اهداف تحقیقاتی ایجاد شدند و برای تشخیص بالینی در نظر گرفته نشدند، اما بعداً به معیارهای تشخیصی واقعی در محیط بالینی تبدیل شدند. یک مطالعه بحث‌برانگیز توسط یک تیم حقوقی انجام شد که به دنبال اثبات ناتوانی موکل خود عمدتاً بر اساس امتیازات نقاط حساس به لمس و حضور گسترده‌ی آن‌ها در جوامع غیر دعوی بود. نویسنده اصلی معیارهای ACR را بر آن داشت تا اکنون اعتبار مفید امتیازات نقاط حساس به لمس را در تشخیص مورد سؤال قرار دهد. استفاده از نقاط کنترل برای ایجاد شک در مورد فیبرومیالژیا یا ادعای تمارض شخص مورد استفاده قرار گرفته است.

مناطق شاخص درد گسترده (WPI)

در سال ۲۰۱۰، کالج روماتولوژی آمریکا معیارهای تشخیصی اصلاح‌شده موقتی را برای فیبرومیالژیا تأیید کرد که اتکای معیارهای سال ۱۹۹۰ را به تست نقاط حساس به لمس حذف کرد. معیارهای تجدیدنظر شده از یک شاخص درد گسترده (widespread pain index; WPI) و مقیاس شدت علائم (symptom severity scale; SSS) به جای تست نقاط حساس تحت معیارهای ۱۹۹۰ استفاده کردند. WPI تا ۱۹ ناحیه عمومی بدن [a] را شمارش می‌کند که در آن فرد در هفته قبل درد را حس کرده است. in which the person has experienced pain in the preceding week. SSS شدت خستگی فرد، بیدار شدن از خواب بدون احساس شادابی، علائم شناختی و علائم جسمی عمومی, هر کدام را در مقیاسی از ۰ تا ۳، برای نمره ترکیبی از ۰ تا ۱۲ درجه‌بندی می‌کند. معیارهای تجدیدنظر شده برای تشخیص عبارت بودند از:
- WPI ≥ ۷ و SSS ≥ ۵ یا WPI ۳–۶ و SSS ≥ ۹,
- حداقل سه ماه علائم در یک سطح مشابه وجود داشته, و
- هیچ اختلال قابل تشخیص دیگری درد را توضیح نمی‌دهد.[۳۵]: 607

در سال ۲۰۱۶، معیارهای موقت کالج روماتولوژی آمریکا از سال ۲۰۱۰ بازنگری شد. تشخیص جدید به تمام معیارهای زیر نیاز دارد:
1. "درد عمومی، که به صورت درد در حداقل ۴ منطقه از ۵ منطقه تعریف می‌شود، وجود دارد."
2. "حداقل ۳ ماه است که علائم در سطح مشابهی وجود داشته است."
3. "شاخص درد گسترده (WPI) ≥ ۷ و نمره مقیاس شدت علائم (SSS) ≥ ۵ یا WPI از ۴-۶ و نمره SSS ≥ ۹."
4. "تشخیص فیبرومیالژیا بدون توجه به سایر تشخیص‌ها معتبر است. تشخیص فیبرومیالژیا وجود سایر بیماری‌های مهم بالینی را رد نمی‌کند."[۹]

### انجمن درد آمریکا ۲۰۱۹

درد در چند مکان به صورت درد در شش محل یا بیشتر از مجموع نه محل ممکن (سر، بازوها، قفسه سینه، شکم، بالای کمر، پایین کمر و ساق‌ها) برای حداقل سه ماه تعریف می‌شود.

در سال ۲۰۱۹، انجمن درد آمریکا با همکاری سازمان غذا و داروی ایالات متحده یک سیستم تشخیصی جدید را با استفاده از دو بعد ایجاد کرد. بعد اول شامل معیارهای اصلی تشخیصی و بعد دوم شامل ویژگی‌های مشترک بود. مطابق با دستورالعمل‌های تشخیصی ۲۰۱۶، وجود یک بیماری پزشکی یا اختلال درد دیگر، تشخیص فیبرومیالژیا را رد نمی‌کند. با این وجود، سایر شرایط را باید به عنوان دلیل اصلی توضیح‌دهنده علائم بیمار رد کرد. معیارهای اصلی تشخیصی عبارتند از:
1. درد در چند مکان به صورت درد در شش محل یا بیشتر از مجموع ۹ محل ممکن (سر، بازوها، قفسه سینه، شکم، بالای کمر، پایین کمر و ساق‌ها) برای حداقل سه ماه تعریف می‌شود.
2. مشکلات خواب متوسط تا شدید یا خستگی، حداقل برای سه ماه

ویژگی‌های رایج موجود در بیماران فیبرومیالژیا می‌تواند به روند تشخیص کمک کند، که عبارتند از حساسیت (حساسیت به فشار خفیف)، اختلال شناخت (مشکل در فکر کردن)، سفتی عضلانی‌اسکلتی و حساسیت محیطی یا هوشیاری بیش از حد.

### پرسشنامه‌های خود-گزارشی
برخی از تحقیقات استفاده از یک رویکرد چند بعدی را با در نظر گرفتن علائم جسمی، عوامل روانی، استرس‌های روانی‌اجتماعی و باور ذهنی در مورد فیبرومیالژیا پیشنهاد کرده‌اند. این علائم را می‌توان با چندین پرسشنامه خود-گزارشی ارزیابی کرد.

#### شاخص درد گسترده (WPI)
شاخص درد گسترده (Widespread Pain Index; WPI) توسط کالج روماتولوژی آمریکا در سال ۲۰۱۰ معرفی شد. این شاخص تعداد نواحی دردناک بدن را اندازه‌گیری می‌کند.  معیارهای تجدیدنظر شده تا ۱۹ ناحیه کلی بدن را دربرمی‌گیرد: کمربند شانه، قسمت فوقانی بازو، قسمت تحتانی بازو، لگن/باسن/تروکانتر، بالای ساق، پایین ساق، فک، هم در راست و هم در چپ بدن. به علاوه، قفسه سینه، شکم، گردن و قسمت فوقانی و تحتانی کمر. معیارهای ACR ۲۰۱۶ به شاخص درد گسترده (WPI) ≥ ۷ یا WPI ۴-۶ برای درد با شدت بالاتر نیاز داشت.

#### مقیاس شدت علائم (SSS)
مقیاس شدت علائم (Symptom Severity Scale; SSS) شدت علائم فیبرومیالژیا را ارزیابی می‌کند.

#### پرسشنامه تاثیر فیبرومیالژیا (FIQ)
پرسشنامه تاثیر فیبرومیالژیا  (Fibromyalgia Impact Questionnaire; FIQ) و پرسشنامه بازبینی‌شده تاثیر فیبرومیالژیا  (Revised Fibromyalgia Impact Questionnaire; FIQR) سه حوزه را ارزیابی می‌کنند: عملکرد، تاثیر کلی و علائم. این یک معیار مفید برای تأثیر بیماری در نظر گرفته می‌شود. It is considered a useful measure of disease impact.

#### پرسشنامه‌های دیگر
دیگر معیارها شامل مقیاس اضطراب و افسردگی بیمارستانی (Hospital Anxiety and Depression Scale)، پرسشنامه خود-گزارشی توانایی چندگانه (Multiple Ability Self-Report Questionnaire)،  پرسشنامه خستگی چندبعدی (Multidimensional Fatigue Inventory) و مقیاس مطالعه پیامدهای طبی خواب (Medical Outcomes Study Sleep Scale) است.

### تشخیص‌های افتراقی
تا سال ۲۰۰۹، دو نفر از هر سه نفری که توسط روماتولوژیست به آنها گفته می‌شد مبتلا به فیبرومیالژیا هستند، ممکن است به جای آن، برخی از بیماری‌های پزشکی دیگر را نیز داشته باشند. فیبرومیالژیا ممکن بود در موارد بیماری‌های روماتیسمی تشخیص داده نشده اولیه مانند آرتریت روماتوئید پیش‌بالینی، مراحل اولیه اسپوندیلوآرتریت التهابی، پلی‌میالژیا روماتیکا، سندرم‌های درد میوفاشیال و سندرم بیش‌تحرکی اشتباه تشخیص داده شود. بیماری‌های عصبی با یک جز مهم درد شامل مولتیپل اسکلروزیس، بیماری پارکینسون و نوروپاتی محیطی است. دیگر بیماری‌های پزشکی که باید رد شوند عبارتند از بیماری غدد درون‌ریز یا اختلال متابولیک (کم‌کاری تیروئید، پرکاری پاراتیروئید، آکرومگالی و کمبود ویتامین D)، بیماری‌های گوارشی (حساسیت به گلوتن سلیاک و غیرسلیاک)، بیماری‌های عفونی (بیماری لایم، هپاتیت C و بیماری نقص ایمنی) و مراحل اولیه یک بدخیمی مانند مولتیپل میلوما، سرطان متاستاتیک و لوسمی/لنفوم. سایر اختلالات سیستمیک، التهابی، غدد درون‌ریز، روماتیسمی، عفونی و عصبی ممکن است باعث علائم مشابه فیبرومیالژیا شوند که عبارتند از لوپوس اریتماتوز سیستمیک، سندرم شوگرن، اسپوندیلیت آنکیلوزان، سندرم اهلرز-دانلوس، پلی‌انتزیت مرتبط با پسوریازیس، سندرم تحت فشار قرار گرفتن عصب (مانند سندرم تونل کارپ) و میاستنی گراویس. علاوه بر این، چندین دارو نیز می‌توانند درد را برانگیزند (استاتین‌ها، مهارکننده‌های آروماتاز، بیس‌فسفونات‌ها و اوپیوئیدها).
علاوه بر این، چندین دارو نیز می‌توانند درد را برانگیزند (استاتین‌ها، مهارکننده‌های آروماتاز، بیس‌فسفونات‌ها و اوپیوئیدها). شرح حال بیمار می‌تواند نکاتی را برای تشخیص فیبرومیالژیا ارایه دهد. سابقه‌ی خانوادگی درد مزمن اولیه، سابقه‌ی درد در دوران کودکی، ظهور درد گسترده به دنبال استرس فیزیکی و/یا روانی اجتماعی، افزایش حساسیت عمومی به لمس، بو، صدا و مزه، هوشیاری بیش از حد و علائم جسمی مختلف (گوارشی، ادراری، زنان و عصبی)، همه نمونه‌هایی از این سیگنال‌ها هستند.
تست‌های آزمایشگاهی گسترده‌ای معمولاً در تشخیص افتراقی فیبرومیالژیا ضروری نیستند. آزمایش‌های رایجی که انجام می‌شوند، شامل شمارش کامل خون، پانل متابولیک جامع، سرعت رسوب گلبول‌های قرمز، پروتئین واکنشی-C و تست عملکرد تیروئید هستند.

## مدیریت بالینی
درمان‌های پذیرفته‌شده جهانی معمولاً شامل مدیریت علائم و بهبود کیفیت زندگی بیمار است. یک رویکرد شخصی و چندرشته‌ای برای درمان که شامل ملاحظات دارویی است و با آموزش مؤثر به بیمار آغاز می‌شود، بسیار سودمند است. پیشرفت‌ها در درک پاتوفیزیولوژی این اختلال منجر به پیشرفت‌هایی در درمان شده که شامل داروهای تجویزی، مداخلات رفتاری و ورزش می‌شود.
تعدادی از انجمن‌ها، دستورالعمل‌هایی را برای تشخیص و مدیریت فیبرومیالژیا منتشر کرده‌اند. اتحادیه اروپا علیه روماتیسم (EULAR ۲۰۱۷ European League Against Rheumatism;)  یک رویکرد چندرشته‌ای را توصیه می‌کند که امکان تشخیص سریع و آموزش بیمار را فراهم می‌کند. درمان اولیه توصیه‌شده باید غیردارویی باشد، و بعداً می‌توان درمان دارویی را اضافه کرد. اتحادیه اروپا علیه روماتیسم قوی‌ترین توصیه را برای ورزش‌های هوازی و قدرتی ارایه کرده است. توصیه‌های ضعیفی به تعدادی از درمان‌ها، بر اساس نتایج آنها داده شد. چی‌گونگ، یوگا و تای چی برای بهبود خواب و کیفیت زندگی به طور ضعیف توصیه می‌شدند. ذهن‌آگاهی به طور ضعیفی برای بهبود درد و کیفیت زندگی توصیه شد. طب سوزنی و آب‌درمانی به طور ضعیفی برای بهبود درد توصیه شد. توصیه ضعیفی نیز به روان‌درمانی داده شد. این روش بیشتر برای بیماران مبتلا به اختلالات خلقی یا راهبردهای مقابله‌ای غیرمفید، مناسب بود. به دلیل نگرانی‌های موجود در مورد بی‌خطری کایروپراکتیک (chiropractic)، به شدت توصیه نشد. برخی از داروها برای درد شدید (دولوکستین، پره‌گابالین و ترامادول) یا اختلال خواب (آمی‌تریپتیلین، سیکلوبنزاپرین و پره‌گابالین) به طور ضعیف توصیه می‌شدند. برخی دیگر به دلیل فقدان اثربخشی (داروهای ضدالتهابی غیراستروئیدی، مهارکننده‌های مونوآمین‌ اکسیداز و مهارکننده‌های انتخابی بازجذب سروتونین) توصیه نمی‌شوند. هورمون رشد، سدیم اکسی‌بات، اوپیوئیدها و استروئیدها به دلیل عدم اثربخشی و عوارض جانبی به شدت توصیه نمی‌شوند.
دستورالعمل‌های منتشر شده توسط انجمن‌های علمی پزشکی در آلمان معتقدند استراتژی‌های خود-مدیریتی جز مهمی در مدیریت بیماری هستند. انجمن درد کانادا همچنین دستورالعمل‌هایی را برای تشخیص و مدیریت فیبرومیالژیا منتشر کرد.

### ورزش
ورزش تنها درمان فیبرومیالژیا است که توسط اتحادیه اروپایی انجمن‌های روماتولوژی (European Alliance of Associations for Rheumatology; EULAR) توصیه شده است. شواهد قوی وجود دارد که نشان می‌دهد ورزش، تناسب اندام، خواب و کیفیت زندگی را بهبود می‌بخشد و ممکن است درد و خستگی افراد مبتلا به فیبرومیالژیا را کاهش دهد. ورزش از این جهت که هیچ عارضه نامطلوب جدی ایجاد نمی‌کند، یک مزیت اضافه دارد. تعدادی سازوکار زیستی فرضی برای آن وجود دارد. ورزش ممکن است نوسان درد  را از طریق مسیرهای سروتونرژیک بهبود بخشد. ممکن است با تغییر محور هیپوتالاموس-هیپوفیز-آدرنال و کاهش سطح کورتیزول، درد را کاهش دهد. همچنین، دارای اثرات ضدالتهابی است که ممکن است علائم فیبرومیالژیا را بهبود بخشد. ورزش هوازی می‌تواند سوخت‌وساز عضلانی و درد را از طریق مسیرهای میتوکندری بهبود بخشد.
هنگام مقایسه برنامه‌های ورزشی مختلف، ورزش هوازی می‌تواند عملکرد عصبی اتونومی بیماران مبتلا به فیبرومیالژیا را تعدیل کند، در حالی که ورزش مقاومتی، چنین اثراتی را نشان نمی‌دهد. یک متاآنالیز در سال ۲۰۲۲ نشان داد که ورزش‌های هوازی اندازه اثر بالایی را نشان می‌دهند، در حالی که مداخلات قدرتی اثرات متوسطی دارند. به نظر می‌رسد تمرین مراقبه برای بهبود خواب ارجح باشد،  بدون تفاوت بین ورزش‌های مقاومتی، انعطاف‌پذیری و ورزش در آب در خصوص اثرات مطلوب آن‌ها بر خستگی.
علیرغم مزایای آن، ورزش برای بیماران مبتلا به فیبرومیالژیا به دلیل خستگی مزمن و درد آنها یک چالش است. آن‌ها همچنین ممکن است احساس کنند که کسانی که مداخلات ورزشی را توصیه یا ارایه می‌کنند، به طور کامل تأثیر منفی احتمالی ورزش را بر خستگی و درد درک نمی‌کنند. این امر به ویژه برای برنامه‌های ورزشی غیرشخصی صادق است. زمانی که برنامه تمرینی توسط پزشکان یا تحت نظارت پرستاران توصیه می‌شود، پایبندی به آن بیشتر است.
افراد مبتلا، ورزش را سخت‌تر از بزرگسالان سالم می‌دانند. افسردگی و شدت درد بیشتر به عنوان موانعی برای فعالیت بدنی عمل می‌کنند. ورزش ممکن است آنها را بترساند، از ترس اینکه از آنها خواسته شود بیش از آنچه که می‌توانند انجام دهند.
یک رویکرد توصیه شده برای یک برنامه ورزشی درجه‌بندی شده، با دوره‌های تمرینی کوچک و مکرر شروع شده و از آنجا شکل می‌گیرد. به منظور کاهش درد، استفاده از یک برنامه ورزشی ۱۳ تا ۲۴ هفته‌ای و هر جلسه ۳۰ تا ۶۰ دقیقه توصیه می‌شود.

#### ورزش هوازی
ورزش هوازی برای بیماران مبتلا به فیبرومیالژیا بیشترین نوع ورزش است که مورد بررسی قرار گرفته است. این شامل فعالیت‌هایی مانند پیاده‌روی، آهسته دویدن، دوچرخه‌سواری، رقصیدن و ورزش در آب است, که پیاده‌روی به عنوان یکی از بهترین روش‌ها نامیده می‌شود. خلاصه کاکرین در سال ۲۰۱۷ به این نتیجه رسید که ورزش هوازی احتمالا کیفیت زندگی را بهبود بخشیده، درد را اندکی کاهش داده و عملکرد فیزیکی را بهبود ‌بخشد و هیچ تفاوتی در خستگی و سفتی ایجاد نمی‌کند. یک متاآنالیز در سال ۲۰۱۹ نشان داد که ورزش هوازی می‌تواند اختلال عملکرد اتونومی را کاهش داده و تغییرات ضربان قلب را افزایش دهد. این امر زمانی اتفاق می‌افتد که بیماران حداقل دو بار در هفته، به مدت ۴۵ تا ۶۰ دقیقه به حدود ۶۰ تا ۸۰ درصد حداکثر ضربان قلب ورزش برسند. ورزش هوازی همچنین اضطراب و افسردگی را کاهش داده و کیفیت زندگی را بهبود می‌بخشد.

#### انعطاف‌پذیری
ترکیبی از تمرینات مختلف مانند انعطاف‌پذیری و تمرینات هوازی ممکن است سفتی را بهبود بخشد. با این حال، شواهد از کیفیت پایینی برخوردار است. مشخص نیست که انجام تمرین انعطاف‌پذیری به تنهایی در مقایسه با ورزش هوازی در کاهش علائم مؤثر است یا عوارض جانبی دارد یا خیر.

#### ورزش مقاومتی
در ورزش مقاومتی، شرکت‌کنندگان با استفاده از وزنه، کش، وزن بدن یا دیگر اقدامات، باری را به بدن خود وارد می‌کنند.
دو متاآنالیز در مورد فیبرومیالژیا نشان داده‌اند که ورزش مقاومتی می‌تواند اضطراب و افسردگی را کاهش دهد،  یکی نشان داد که درد و شدت بیماری را کاهش می‌دهد و دیگری دریافت که کیفیت زندگی را بهبود می‌بخشد. تمرین مقاومتی ممکن است خواب را نیز بهبود بخشد، با تأثیری بیشتر از تمرین انعطاف‌‌ پذیری و تأثیری مشابه با ورزش هوازی.
دوز ورزش مقاومتی برای زنان مبتلا به فیبرومیالژیا در یک متاآنالیز در سال ۲۰۲۲ بررسی شد.  بهبودی در نشانه‌ها با انجام ورزش دو جلسه در هفته حداقل به مدت ۸ هفته ظاهر شد، که حتی با ۱ تا ۲ ست با ۴ تا ۲۰ دوره تکرار قابل دستیابی بود. اکثر مطالعات از ورزش با شدت متوسط به میزان ۴۰ تا ۸۵ درصد، و حداکثر یک دوره تکرار استفاده کردند. این میزان شدت در کاهش درد مؤثر بود.   برخی از رژیم‌های درمانی شدت ورزش را در طول زمان افزایش دادند (از ۴۰ درصد به ۸۰ درصد)، در حالی که برخی دیگر زمانی شدت ورزش را افزایش دادند که شرکت‌کننده قادر به انجام ۱۲ تکرار بود.  شدت بیشتر ورزش باعث پایبندی کمتر به درمان می‌شود.

#### مراقبه
یک متاآنالیز در سال ۲۰۲۱ نشان داد که برنامه‌های تمرینی مراقبه (تای چی، یوگا و چی‌گونگ) در بهبود کیفیت خواب بر سایر اشکال ورزش (هوازی، انعطاف‌پذیری و مقاومتی) برتری دارند. سایر متاآنالیز‌ها همچنین اثرات مثبت تای چی را برای خواب،  علائم فیبرومیالژیا, و درد، خستگی، افسردگی و کیفیت زندگی نشان دادند. این مداخلات تای چی اغلب شامل جلسات ۱ ساعته بود که ۱ تا ۳ بار در هفته به مدت ۱۲ هفته تمرین ‌شدند. تمرینات مراقبه، به طور کلی، ممکن است از طریق سازوکارهای زیستی مانند آنتی‌اکسیدان، ضدالتهاب، کاهش فعالیت سمپاتیک و تعدیل حساسیت گیرنده گلوکوکورتیکوئید به نتایج مطلوب دست یابند.

#### ورزش آبی
چندین بررسی و متاآنالیز نشان می‌دهند که تمرینات آبی می‌تواند علائم و سلامتی را در افراد مبتلا به فیبرومیالژیا بهبود بخشند. توصیه می‌شود که آب‌درمانی را حداقل دو بار در هفته با شدت کم تا متوسط انجام دهید. با این حال، به نظر نمی‌رسد که آب درمانی نسبت به سایر انواع ورزش‌ها برتری داشته باشد.

#### سایر موارد
شواهد محدود نشان می‌دهد که تمرین ارتعاشی همراه با ورزش ممکن است درد، خستگی و سفتی را بهبود بخشد.

### داروها
چندین کشور دستورالعمل‌هایی را برای مدیریت و درمان فیبرومیالژیا منتشر کرده‌اند. از سال ۲۰۱۸، همه آنها تاکید کردند که داروها لازم نیستند. با این حال، داروها، اگرچه ناقص هستند، همچنان جزو استراتژی درمان بیماران فیبرومیالژیا هستند. دستورالعمل‌های آلمانی پارامترهایی را برای پایان دادن به دارودرمانی مشخص کرده و توصیه می‌کنند که تعطیلات دارویی پس از شش ماه در نظر گرفته شود.
سازمان بهداشت کانادا و سازمان غذا و داروی ایالات متحده (Food and Drug Administration; FDA) پره‌گابالین  (یک ضدتشنج) و دولوکستین (یک مهارکننده‌ی بازجذب سروتونین-نوراپی‌نفرین) را برای مدیریت بالینی فیبرومیالژیا تأیید کرده‌اند. FDA همچنین میلناسیپران (یکی دیگر از مهارکننده‌های بازجذب سروتونین-نوراپی‌نفرین) را تایید کرد، اما آژانس دارویی اروپا مجوز بازاریابی آن را رد کرد.
داروهای دولوکستین، میلناسیپران یا پره‌گابالین توسط سازمان غذا و داروی ایالات متحده (FDA) برای مدیریت فیبرومیالژیا تایید شده‌اند.

#### داروهای ضدافسردگی
داروهای ضدافسردگی یکی از داروهای رایج برای فیبرومیالژیا هستند. یک متاآنالیز در سال ۲۰۲۱ به این نتیجه رسید که داروهای ضدافسردگی می‌توانند کیفیت زندگی بیماران فیبرومیالژیا را در میان‌مدت بهبود بخشند. برای اکثر افراد مبتلا به فیبرومیالژیا، مزایای بالقوه درمان با مهارکننده‌های بازجذب سروتونین و نوراپی‌نفرین، دولوکستین و میلناسیپران و داروهای ضدافسردگی سه‌حلقه‌ای، مانند آمی‌تریپتیلین، با عوارض جانبی قابل توجهی (عوارض جانبی بیشتر نسبت به فواید) غلبه می‌کنند. با این وجود، تعداد کمی از افراد ممکن است با این داروها به تسکین علائم دست یابند.
مدت زمانی که داروهای ضدافسردگی در کاهش علائم مؤثر هستند، می‌تواند متفاوت باشد. هرگونه فواید بالقوه از ضدافسردگی آمی‌تریپتیلین ممکن است تا سه ماه طول بکشد تا اثر داشته باشد و ممکن است بین سه تا شش ماه طول بکشد تا دولوکستین، میلناسیپران و پره‌گابالین در بهبود علائم مؤثر باشند. برخی از داروها با قطع مصرف، پتانسیل ایجاد علائم ترک را دارند، بنابراین ممکن است قطع تدریجی مصرف به ویژه برای داروهای ضدافسردگی و پره‌گابالین ضروری باشد.

##### مهارکننده‌های بازجذب سروتونین و نوراپی‌نفرین
یک متاآنالیز در سال ۲۰۲۳ نشان داد که دولوکستین بدون توجه به دوز، علائم فیبرومیالژیا را بهبود می‌بخشد.  SSRIها همچنین ممکن است برای درمان افسردگی در افرادی که تشخیص فیبرومیالژیا دارند، استفاده شوند.

##### داروهای ضدافسردگی سه‌حلقه‌ای
در حالی که آمی‌تریپتیلین به عنوان خط اول درمان استفاده شده است، کیفیت شواهد برای حمایت از این استفاده و مقایسه بین داروهای مختلف ضعیف است. شواهد بسیار ضعیف نشان می‌دهد که تعداد بسیار کمی از افراد ممکن است از درمان با ضدافسردگی چهار حلقه‌ای میرتازاپین سود ببرند، با این حال، برای اکثر افراد، فواید بالقوه آن زیاد نیست و خطر عوارض جانبی و آسیب‌های احتمالی بیشتر از هرگونه سود بالقوه است. تا سال ۲۰۱۸، تنها داروی ضدافسردگی سه‌حلقه‌ای که شواهد کافی دارد، آمی‌تریپتیلین است.

##### مهارکننده‌های مونوآمین ‌اکسیداز
شواهد تجربی نشان می‌دهد که مهارکننده‌های مونوآمین اکسیداز (monoamine oxidase inhibitors; MAOIs) مانند پیرلیندول و موکلوبماید نسبتاً برای کاهش درد مؤثر هستند. شواهدی با کیفیت بسیار پایین نشان می‌دهد که پیرلیندول در درمان درد مؤثرتر از موکلوبماید است. عوارض جانبی MAOIs ممکن است شامل تهوع و استفراغ باشند.

#### داروهای تضعیف‌کننده‌ی دستگاه عصبی مرکزی
داروهای تضعیف‌کننده‌ی دستگاه عصبی مرکزی شامل دسته‌های دارویی مانند آرام‌بخش‌ها، تسکین‌دهنده‌ها و خواب آورها هستند. یک متاآنالیز در سال ۲۰۲۱ به این نتیجه رسید که چنین داروهایی می‌توانند کیفیت زندگی بیماران مبتلا به فیبرومیالژیا را در میان‌مدت بهبود بخشند.

#### داروهای ضدتشنج
داروهای ضدتشنج گاباپنتین و پره‌گابالین ممکن است برای کاهش درد استفاده شوند. شواهدی وجود دارد مبنی بر اینکه گاباپنتین ممکن است در حدود ۱۸ درصد از افراد مبتلا به فیبرومیالژیا برای درد مفید باشد. نمی‌توان پیش‌بینی کرد که چه کسی سود می‌برد و ممکن است یک آزمایش کوتاه برای آزمودن اثربخشی این نوع دارو توصیه شود. تقریباً ۶ نفر از هر ۱۰ فردی که گاباپنتین را برای درمان دردهای مربوط به فیبرومیالژیا مصرف می‌کنند، دچار عوارض جانبی ناخوشایندی مانند سرگیجه، راه رفتن غیرطبیعی یا تورم ناشی از تجمع مایعات می‌شوند. پره‌گابالین در حدود ۹ درصد از افراد سودمند است. پره‌گابالین زمان مرخصی را ۰.۲ روز در هفته کاهش داد.

#### کانابینوئیدها
کانابینوئیدها ممکن است فوایدی برای افراد مبتلا به فیبرومیالژیا داشته باشند. با این حال، تا سال ۲۰۲۲، داده‌های مربوط به این موضوع هنوز محدود است. کانابینوئیدها همچنین ممکن است عوارض جانبی داشته و با داروهای رایج روماتولوژیک تداخل منفی داشته باشند.

#### اوپیوئیدها
استفاده از اوپیوئیدها بحث‌برانگیز است. تا سال ۲۰۱۵، هیچ اوپیوئیدی برای استفاده در این شرایط توسط FDA تایید نشده است. یک مرور کاکرین در سال ۲۰۱۶ به این نتیجه رسید که هیچ شواهد خوبی برای حمایت یا رد این پیشنهاد وجود ندارد که اکسی‌کدون، به تنهایی یا در ترکیب با نالوکسان، درد فیبرومیالژیا را کاهش می‌دهد. مؤسسه ملی آرتریت و بیماری‌های اسکلتی‌عضلانی و پوستی (National Institute of Arthritis and Musculoskeletal and Skin Diseases; NIAMS) در سال ۲۰۱۴ اعلام کرد که برای اکثر افراد شواهد کافی برای اوپیوئیدها وجود ندارد. انجمن‌های علمی پزشکی در آلمان در سال ۲۰۱۲ هیچ توصیه‌ای له یا علیه استفاده از اوپیوئیدهای ضعیف، به دلیل تعداد محدود تحقیقات علمی در مورد استفاده از آن‌ها در درمان فیبرومیالژیا، ارایه نکرد. آنها اکیداً توصیه می‌کنند که از اوپیوئیدها قوی استفاده نکنید. انجمن درد کانادا در سال ۲۰۱۲ اعلام کرد که اوپیوئیدها، که با اوپیوئیدها ضعیفی مانند ترامادول شروع می‌شوند، می‌توانند امتحان شوند، اما فقط برای افرادی که درد متوسط تا شدید دارند و به خوبی با مسکن‌های غیر اوپیوئیدی کنترل نمی‌شوند. آن‌ها استفاده از اوپیوئیدها قوی را منع می‌کنند و فقط استفاده از آن‌ها را در حالی توصیه می‌کنند که به بهبود درد و عملکرد ادامه می‌دهند. ارایه‌دهندگان مراقبت‌های سلامت باید افراد مصرف کننده‌ی اوپیوئیدها را از نظر اثربخشی مداوم، عوارض جانبی و رفتارهای احتمالی ناخواسته دارویی تحت نظر داشته باشند.
یک بررسی در سال ۲۰۱۵ شواهد کافی را برای حمایت از استفاده از ترامادول، در صورتی که سایر داروها مؤثر نبودند، یافت. یک بررسی در سال ۲۰۱۸ شواهد کمی را برای حمایت از ترکیب پاراستامول (استامینوفن) و ترامادول در یک دارو پیدا کرد. گلدنبرگ (Goldenberg) و همکاران پیشنهاد می‌کنند که ترامادول از طریق مهار بازجذب سروتونین و نوراپی‌نفرین، به جای اثر آن به‌ عنوان یک آگونیست ضعیف گیرنده‌ی اوپیوئیدها، عمل می‌کند.
یک مطالعه بزرگ روی افراد مبتلا به فیبرومیالژیا در ایالات متحده نشان داد که بین سال‌های ۲۰۰۵ و ۲۰۰۷، حدود ۳۷.۴ درصد اوپیوئیدهای کوتاه‌اثر و ۸.۳ درصد اوپیوئیدهای طولانی‌اثر تجویز ‌شدند, که حدود ۱۰ درصد از کسانی که برایشان داروهای کوتاه‌اثر تجویز شد، ترامادول را دریافت کردند؛  و یک مطالعه کانادایی در سال ۲۰۱۱ روی ۴۵۷ فرد مبتلا به فیبرومیالژیا نشان داد که ۳۲ درصد از آن‌ها از اوپیوئیدهای ضعیف و دو سوم آنها از اوپیوئیدهای قوی استفاده ‌کردند.

#### درمان موضعی
کپسایسین به عنوان یک مسکن موضعی پیشنهاد شده است. نتایج اولیه نشان می‌دهند که این دارو ممکن است کیفیت خواب و خستگی را بهبود بخشد، اما مطالعات کافی برای حمایت از این ادعا وجود ندارد.

#### داروهای تایید نشده یا بی‌اساس
سدیم اکسی‌بات از طریق افزایش الگوهای خواب با موج آهسته، سطح تولید هورمون رشد را افزایش می‌دهد. با این حال، این دارو توسط FDA برای استفاده در افراد مبتلا به فیبرومیالژیا به دلیل نگرانی از سو استفاده مورد تایید قرار نگرفت.
شل‌کننده‌های عضلانی سیکلوبنزاپرین، کاریسوپرودول با استامینوفن و کافئین و تیزانیدین، گاهی برای درمان فیبرومیالژیا استفاده می‌شوند. با این حال، تا سال ۲۰۱۵، آن‌ها برای این استفاده در ایالات متحده تایید نشده‌اند. استفاده از داروهای ضدالتهابی غیراستروئیدی به عنوان درمان خط اول توصیه نمی‌شوند. علاوه بر این، داروهای ضدالتهابی غیراستروئیدی را نمی‌توان در مدیریت بالینی فیبرومیالژیا مفید دانست.
شواهدی با کیفیت بسیار پایین نشان می‌دهد که کوتیاپین ممکن است در فیبرومیالژیا مؤثر باشد.
هیچ شواهدی با کیفیت بالایی وجود ندارد که نشان دهد THC مصنوعی (نابیلون) به درمان فیبرومیالژیا کمک می‌کند.

### تغذیه و مکمل‌های غذایی
تغذیه از طرق مختلفی با فیبرومیالژیا مرتبط است. برخی از عوامل خطر تغذیه‌ای برای عوارض فیبرومیالژیا عبارتند از چاقی، کمبودهای تغذیه‌ای، حساسیت‌های غذایی و مصرف افزودنی‌های غذایی. مصرف میوه‌ها و سبزیجات، غذاهای کم‌فرآوری شده، پروتئین‌های با کیفیت بالا و چربی‌های سالم ممکن است فوایدی داشته باشند. شواهدی با کیفیت پایین برخی از مزایای رژیم گیاهخواری یا وگان را نشان می‌دهد.
اگرچه مکمل‌های غذایی به طور گسترده‌ای در رابطه با فیبرومیالژیا مورد بررسی قرار گرفته‌اند، بیشتر شواهد، تا سال ۲۰۲۱، کیفیت پایینی دارند. بنابراین رسیدن به توصیه‌های قطعی دشوار است. به نظر می‌رسد که مکمل‌های کوآنزیم Q۱۰ و ویتامین D می‌توانند درد را کاهش داده و کیفیت زندگی بیماران مبتلا به فیبرومیالژیا را بهبود بخشند. کوآنزیم Q۱۰ اثرات مفیدی بر خستگی در بیماران مبتلا به فیبرومیالژیا دارد، در بیشتر مطالعات از دوزهای ۳۰۰ میلی‌گرم در روز به مدت سه ماه استفاده شده است. کوآنزیم Q۱۰ فرض می‌شود که باعث بهبود فعالیت میتوکندری و کاهش التهاب می‌شود. نشان داده شده که ویتامین D برخی از مقادیر فیبرومیالژیا را بهبود بخشیده، اما برخی دیگر را بهبود نمی‌بخشد.
دو مقاله مروری نشان دادند که درمان با ملاتونین چندین اثر مثبت بر بیماران مبتلا به فیبرومیالژیا دارد، از جمله بهبود کیفیت خواب، درد و تأثیر بیماری. هیچ عارضه جانبی عمده‌ای گزارش نشد.

### روان‌درمانی
با توجه به عدم قطعیت در مورد پاتوژنز فیبرومیالژیا، رویکردهای درمانی فعلی بر مدیریت علائم در جهت بهبود کیفیت زندگی تمرکز دارند،  با استفاده از رویکردهای دارویی و غیردارویی یکپارچه. هیچ مداخله‌ای وجود ندارد که برای همه‌ی بیماران مؤثر باشد. در یک مرور کاکرین در سال ۲۰۲۰، درمان شناختی‌رفتاری اثر کوچک اما مفیدی برای کاهش درد و پریشانی داشت، اما عوارض جانبی به خوبی ارزیابی نشدند. درمان شناختی‌رفتاری و درمان‌های روان‌شناختی و رفتاری مرتبط، تأثیری کم تا متوسط در کاهش علائم فیبرومیالژیا دارند. هنگامی که درمان شناختی‌رفتاری به عنوان یک درمان مستقل برای بیماران مبتلا به فیبرومیالژیا استفاده می‌شود، اندازه اثر کوچک است، اما زمانی که بخشی از یک برنامه‌ی درمانی چندرشته‌ای گسترده‌تر باشد، این اندازه‌ها به طور قابل توجهی بهبود می‌یابند.
یک مرور نظام‌مند در سال ۲۰۱۰ از ۱۴ مطالعه گزارش داد که درمان شناختی‌رفتاری خودکارآمدی یا مقابله با درد را بهبود می‌بخشد و تعداد مراجعه به پزشک را پس از درمان کاهش می‌دهد، اما تأثیر قابل توجهی بر درد، خستگی، خواب یا کیفیت زندگی مرتبط با سلامت پس از درمان یا پیگیری ندارد. خلق افسرده نیز بهبود یافت، اما نمی‌توان آن را از برخی خطرات سوگیری تشخیص داد. یک متاآنالیز در سال ۲۰۲۲ نشان داد که درمان شناختی‌رفتاری بی‌خوابی را در افراد مبتلا به درد مزمن، از جمله افراد مبتلا به فیبرومیالژیا، کاهش می‌دهد. درمان مبتنی بر پذیرش و تعهد که نوعی درمان شناختی‌رفتاری است، نیز مؤثر بوده است.

### آموزش بیمار
آموزش بیمار توسط اتحادیه اروپا علیه روماتیسم (EULAR) به عنوان یک جز مهم درمانی توصیه می‌شود. از سال ۲۰۲۲، فقط شواهدی با کیفیت پایین وجود دارد که نشان می‌دهد آموزش به بیمار می‌تواند درد و تأثیر فیبرومیالژیا را کاهش دهد.
مداخلات بهداشتی خواب اثربخشی پایینی را در بهبود بی‌خوابی در افراد مبتلا به درد مزمن نشان می‌دهد.

### فیزیوتراپی
بیماران مبتلا به درد مزمن، از جمله مبتلایان به فیبرومیالژیا، می‌توانند از تکنیک‌هایی مانند درمان دستی، سرمادرمانی و بالنئوتراپی بهره‌مند شوند. این‌ها می‌توانند تجربه درد مزمن را کاهش داده و میزان و کیفیت خواب را افزایش دهند. کیفیت زندگی بیماران نیز با کاهش سازوکارهای درد و افزایش کیفیت خواب، به ویژه در مرحله REM، کارایی خواب و هوشیاری بهبود می‌یابد.

#### درمان دستی
یک متاآنالیز در سال ۲۰۲۱ به این نتیجه رسید که ماساژ و رهاسازی میوفاشیال درد را در میان‌مدت کاهش می‌دهد. تا سال ۲۰۱۵، شواهد خوبی برای سودمندی دیگر درمان‌های ذهن-بدن وجود نداشت.

#### طب سوزنی
یک بررسی در سال ۲۰۱۳ شواهدی را در سطح متوسط در مورد استفاده از طب سوزنی با تحریک الکتریکی برای بهبود سلامت کلی یافت. طب سوزنی به تنهایی اثرات مشابهی نخواهد داشت، اما تأثیر ورزش و دارو را بر درد و سفتی افزایش می‌دهد.

### تلفیق عصبی‌الکتریکی
چندین شکل از تلفیق عصبی‌الکتریکی، از جمله تحریک الکتریکی از راه پوست (transcutaneous electrical nerve stimulation; TENS) و تحریک جریان مستقیم درون‌جمجمه‌ای (transcranial direct current stimulation; tDCS)، برای درمان فیبرومیالژیا استفاده شده است. به طور کلی، آن‌ها در کاهش درد و افسردگی و بهبود عملکرد مفید هستند.

#### تحریک الکتریکی از راه پوست (TENS)
تحریک الکتریکی از راه پوست (TENS) عبارت است از ارایه جریان‌های الکتریکی پالسی به پوست برای تحریک اعصاب محیطی. TENS به طور گسترده‌ای برای درمان درد استفاده می‌شود و به عنوان یک درمان کم‌هزینه، بی‌خطر و خود-تجویزی شناخته شده است. به این ترتیب، معمولاً توسط پزشکان به افرادی که از درد رنج می‌برند، توصیه می‌شود. در سال ۲۰۱۹، مروری بر هشت مرور کاکرین انجام شد که ۵۱ کارآزمایی تصادفی‌سازی و کنترل‌شده مرتبط با TENS را پوشش می‌داد. این مرور به این نتیجه رسید که کیفیت شواهد موجود برای ارایه هرگونه توصیه کافی نیست. یک مرور بعدی به این نتیجه رسید که تحریک الکتریکی از راه پوست ممکن است درد را در کوتاه‌مدت کاهش دهد، اما در مورد ارتباط نتایج عدم قطعیت وجود داشت.
یافته‌های اولیه نشان می‌دهند که تحریک الکتریکی عصب واگ از طریق یک دستگاه کاشته‌شده می‌تواند به طور بالقوه علائم فیبرومیالژیا را کاهش دهد. با این حال، ممکن است واکنش‌های نامطلوبی به این روش وجود داشته باشد.

#### تحریک غیرتهاجمی مغز
تحریک غیرتهاجمی مغز شامل روش‌هایی مانند تحریک جریان مستقیم دورن‌جمجمه‌ای و تحریک مغناطیسی تکراری درون‌جمجمه‌ای مغز با فرکانس بالا (transcranial magnetic stimulation; TMS) است. هر دو روش در بهبود نمرات درد در درد نوروپاتیک و فیبرومیالژیا نقش داشته‌اند.
یک متاآنالیز در سال ۲۰۲۳ از ۱۶ RCT نشان داد که تحریک جریان مستقیم درون‌جمجمه‌ای (tDCS) برای بیش از ۴ هفته می‌تواند درد را در بیماران مبتلا به فیبرومیالژیا کاهش دهد.
یک متاآنالیز در سال ۲۰۲۱ از انواع مداخله چندگانه به این نتیجه رسید که درمان میدان مغناطیسی و تحریک مغناطیسی درون‌جمجمه‌ای ممکن است درد را در کوتاه‌مدت کاهش دهد، اما عدم اطمینان در مورد ارتباط نتایج دیده می‌شود. چندین متاآنالیز در سال ۲۰۲۲ که بر تحریک مغناطیسی درون‌جمجمه‌ای تمرکز داشتند، اثرات مثبتی را بر فیبرومیالژیا پیدا کردند. تحریک مغناطیسی درون‌جمجمه‌ای مکرر باعث بهبود درد در کوتاه‌مدت  و کیفیت زندگی پس از ۵ تا ۱۲ هفته شد. تحریک مغناطیسی درون‌جمجمه‌ای مکرر باعث بهبود اضطراب، افسردگی و خستگی نشد. تحریک مغناطیسی درون‌جمجمه‌ای به قشر جلوی پیشانی پشتی‌جانبی طرف چپ نیز بی‌اثر بود.

#### بازخورد عصبی EEG
یک مرور نظام‌مند نوروفیدبک EEG برای درمان فیبرومیالژیا نشان داد که اکثر درمان‌ها بهبود قابل توجهی را در علائم اصلی بیماری نشان می‌دهند. با این حال، پروتکل‌ها بسیار متفاوت بودند و فقدان کنترل یا تصادفی‌سازی مانع از نتیجه‌گیری قطعی می‌شود.

### اکسیژن‌درمانی پرفشار
اکسیژن‌درمانی پرفشار (hyperbaric oxygen therapy; HBOT) اثرات مفیدی در درمان درد مزمن با کاهش التهاب و استرس اکسیداتیو نشان داده است.  با این حال، درمان فیبرومیالژیا با اکسیژن‌درمانی پرفشار، با توجه به کمبود کارآزمایی‌های بالینی در مقیاس بزرگ، هنوز مورد بحث است. علاوه بر این، اکسیژن‌درمانی پرفشار نگرانی‌هایی را به دلیل آسیب اکسیداتیو که ممکن است به دنبال آن ایجاد شود، ایجاد می‌کند. ارزیابی ۹ کارآزمایی با ۲۸۸ بیمار در مجموع نشان داد که HBOT در تسکین درد بیماران فیبرومیالژیا مؤثرتر از مداخله کنترل است. در بیشتر کارآزمایی‌ها، HBOT باعث بهبود اختلال خواب، عملکرد چندبعدی، رضایت بیمار و کاهش نقاط حساس شد. ۲۴ درصد از بیماران دچار پیامدهای منفی شدند.

## پیش‌آگهی
اگرچه فیبرومیالژیا به‌خودی‌خود نه دژنراتیو و نه کشنده است، درد مزمن فیبرومیالژیا فراگیر و پایدار است. اکثر افراد مبتلا به فیبرومیالژیا گزارش می‌دهند که علائم آن‌ها با گذشت زمان بهبود نمی‌یابند. با این حال، اکثر بیماران یاد می‌گیرند که با گذشت زمان خود را با علائم سازگار کنند. دستورالعمل‌های آلمان برای بیماران توضیح می‌دهد که:
1. علائم فیبرومیالژیا تقریباً در همه‌ی بیماران پایدار است.
2. تسکین کامل علائم به ندرت حاصل می‌شود.
3. علائم منجر به ناتوانی نشده و امید به زندگی را کوتاه نمی‌کند.[۱۲۹]

یک مطالعه با پیگیری ۱۱ سال روی ۱۵۵۵ بیمار نشان داد که بیشتر آن‌ها با سطوح بالایی از علائم و ناراحتی از خود باقی مانده‌اند. با این حال، ناهمگونی زیاد میان بیماران، حدود نیمی از واریانس را توجیه می‌کند. در مشاهده نهایی، ۱۰ درصد از بیماران بهبود قابل توجهی را با حداقل علائم نشان دادند. ۱۵ درصد دیگر بهبود متوسطی داشتند. با این حال، این حالت، با توجه به نوسانات در شدت علائم، ممکن است گذرا باشد.
مطالعه‌ای روی ۹۷ نوجوان مبتلا به فیبرومیالژیا، به مدت هشت سال آن‌ها را دنبال کرد. پس از هشت سال، اکثریت جوانان هنوز دچار درد و ناتوانی در زمینه‌های فیزیکی، اجتماعی و روانی بودند. در آخرین پیگیری، همه‌ی شرکت‌کنندگان گزارش کردند که دچار یک یا چند علامت فیبرومیالژیا مانند درد، خستگی و/یا مشکلات خواب بودند که ۵۸ درصد با معیارهای کامل ACR ۲۰۱۰ برای فیبرومیالژیا مطابقت دارد. بر اساس نقاط برش WPI و امتیاز SS، ۴۲ درصد باقیمانده علائم تحت‌بالینی را نشان دادند. از سوی دیگر، مسیرهای درد و علائم عاطفی، الگوهای طولی مختلفی را نشان می‌دهند. این مطالعه به این نتیجه رسید که در حالی که علائم فیبرومیالژی اکثر بیماران ادامه دارد، شدت درد آنها به مرور زمان کاهش می‌یابد.
به نظر می‌رسد علائم اولیه‌ی افسردگی در نوجوانان درد بدتر را در دوره‌های پیگیری پیش‌بینی می‌کند.
یک متاآنالیز بر اساس نزدیک به ۲۰۰ هزار بیمار مبتلا به فیبرومیالژیا نشان داد که آن‌ها در معرض خطر بیشتری برای مرگ‌ومیر ناشی از همه‌ی علل هستند. علل خاص مرگ‌ومیر که پیشنهاد شد تصادفات، عفونت‌ها و خودکشی بودند.

## همه‌گیرشناسی
تخمین زده می‌شود که فیبرومیالژیا ۱.۸ درصد از جمعیت را تحت تاثیر قرار دهد.
علیرغم این واقعیت که بیش از ۹۰ درصد بیماران فیبرومیالژیا زن هستند، فقط ۶۰ درصد از افراد مبتلا به علائم فیبرومیالژیا در جمعیت عمومی زن هستند.

## جامعه و فرهنگ

### اقتصاد
افراد مبتلا به فیبرومیالژیا به طور کلی هزینه‌های مراقبت‌های سلامت و نرخ استفاده‌ی بالاتری از خدمات دارند. بررسی ۳۶ مطالعه نشان داد که فیبرومیالژیا باعث بار اقتصادی قابل توجهی بر سیستم‌های مراقبت‌های سلامت می‌شود. زینه‌های سالانه برای هر بیمار تا ۳۵۹۲۰ دلار در ایالات متحده و ۸۵۰۴ دلار در اروپا برآورد شده است.

### مناقشات
فیبرومیالژیا اخیراً تعریف شده است. در گذشته، این یک تشخیص بحث‌برانگیز بود. روماتولوژیست، فردریک وولف (Frederick Wolfe)، نویسنده اصلی مقاله در سال ۱۹۹۰ که برای اولین بار دستورالعمل‌های تشخیصی فیبرومیالژیا را تعریف کرد، در سال ۲۰۰۸ اظهار داشت که معتقد است فیبرومیالژیا «به وضوح» یک بیماری نیست، بلکه پاسخی فیزیکی به افسردگی و استرس است. در سال ۲۰۱۳، وولف اضافه کرد که علل آن «به یک معنا بحث‌برانگیز هستند» و «عوامل زیادی وجود دارد که این علائم را ایجاد می‌کنند - برخی روانی و برخی فیزیکی بوده و پیوستگی ندارند». برخی از اعضای جامعه پزشکی فیبرومیالژیا را به دلیل عدم وجود ناهنجاری در معاینه‌ی فیزیکی و عدم وجود آزمایش‌های تشخیصی عینی، بیماری نمی‌دانند.
در گذشته، برخی از روان‌پزشکان فیبرومیالژیا را نوعی اختلال عاطفی یا یک اختلال علائم جسمی می‌دانستند. این مناقشات فقط متخصصان مراقبت‌های سلامت را درگیر نمی‌کند. برخی از بیماران اعتراض دارند که فیبرومیالژیا با اصطلاحات کاملاً جسمی توصیف شود.
تا سال ۲۰۲۲، متخصصان مغز و اعصاب و متخصصان درد تمایل داشتند فیبرومیالژیا را به عنوان یک آسیب‌شناسی به دلیل اختلال در عملکرد عضلات و بافت همبند و همچنین ناهنجاری‌های عملکردی در سیستم عصبی مرکزی ببینند. روماتولوژیست‌ها این سندرم را در زمینه «حساسیت مرکزی» تعریف می‌کنند، یعنی پاسخ مغزی شدید به محرک‌های طبیعی در غیاب اختلالات ماهیچه‌ها، مفاصل یا بافت‌های همبند. به دلیل این همپوشانی علامتی، برخی از محققان پیشنهاد کرده‌اند که فیبرومیالژیا و سایر سندرم‌های مشابه با هم به عنوان سندرم‌های حساسیت مرکزی طبقه‌بندی شوند.